# 1269
Évszázadok: 12. század – 13. század – 14. század
Évtizedek: 1210-es évek – 1220-as évek – 1230-as évek – 1240-es évek – 1250-es évek – 1260-as évek – 1270-es évek – 1280-as évek – 1290-es évek – 1300-as évek – 1310-es évek
Évek: 1264 – 1265 – 1266 – 1267 –  1268 – 1269 – 1270 – 1271 – 1272 – 1273 – 1274

## Események

### Határozott dátumú események
- szeptember 24. – III. Hugó ciprusi és I. Hugó néven jeruzsálemi király trónra lépése.

### Határozatlan dátumú események
- az év folyamán –
  - IV. Béla király a Velencei Köztársaság elleni szövetséget megalapozva lányunokáját, Máriát Sánta Károly szicíliai trónörököshöz, Anjou grófjához adja férjhez, fiúunokáját, Kun Lászlót pedig Nápolyi Izabellával jegyzi el. (Később ez ad alapot az Anjou-ház magyar trónigényének.)
  - I. Hetum örmény király lemondása és fiának, II. Leónak a trónra lépése.
  - Dragutin Istvánnak, a (későbbi szerb királynak) és Árpád-házi Katalinnak, V. István lányának esküvője.
- nyár vége – IV. Béla fiatalabb fiának, Béla királyi herceg halála, akit az esztergomi ferencesek templomában temetnek el.[1]

## Halálozások
- október 27. – III. Ulrik karintiai herceg
- Béla magyar királyi herceg, IV. Béla király fia